# انالاویری، ماناکارا
انالاویری، ماناکارا (به لاتین: Analavory, Manakara) یک سکونتگاه مسکونی در ماداگاسکار است که در واتوواوی-فیتووینانی واقع شده‌است.

## خصوصیات
انالاویری ۶٬۰۰۰ نفر جمعیت دارد و ۴۸ متر بالاتر از سطح دریا واقع شده‌است.